# ورگینه میکائلیان
ورگینه گئورگی میکائلیان (ارمنی: Վերգինե Գևորգի Միքայելյան (դեկտեմ؛  زادهٔ ۲۷ دسامبر ۱۹۰۳ - درگذشته ۱۹۹۰) میکروبیولوژیست، استاد اهل ارمنستان بود.

## زندگی‌نامه
وی در ۲۷ دسامبر ۱۹۰۳ در آلکساندراپول به دنیا آمد و از دانشگاه دولتی ایروان فارغ‌التحصیل گشت. همچنین برندهٔ جوایزی همچون نشان پرچم سرخ کار، نشان برجسته افتخار و دانشمند شایسته ارمنستان شوروی (۱۹۶۱) شده است. وی در ۱۹۹۰ در سن ۸۷ سالگی در مسکو درگذشت.

## یادداشت
1. ↑  բժշկական գիտությունների դոկտոր